# Port lotniczy Baglung
Port lotniczy Baglung – port lotniczy położony w Baglungu, w Nepalu. 